# Coleglabra
Genre
Coleglabra est un genre de mollusques gastéropodes de la famille des Clenchiellidae.

## Systématique
Le genre Coleglabra a été créé en 2014 par Winston Ponder (d), Hiroshi Fukuda (d) et Anders Hallan (d) avec pour espèce type Coleglabra nordaustralis.

## Liste d'espèces
Selon World Register of Marine Species (12 juillet 2021) :
- Coleglabra nordaustralis Ponder, Fukuda & Hallan, 2014 - espèce type
- Coleglabra sentaniensis (van Benthem Jutting, 1963)

## Publication originale
- (en) Winston F. Ponder, Hiroshi Fukuda et Anders Hallan, « A review of the family Clenchiellidae (Mollusca: Caenogastropoda: Truncatelloidea) », Zootaxa, Magnolia Press (d), vol. 3872, no 2,‎ 8 octobre 2014, p. 101–153 (ISSN 1175-5334 et 1175-5326, OCLC 49030618, PMID 25544076, DOI 10.11646/ZOOTAXA.3872.2.1).